# ルーシャス・リチャード・オブライエン
ルーシャス・リチャード・オブライエン（Lucius Richard O'Brien RCA、1832年8月15日 – 1899年12月13日）はカナダの画家である。1880年に創立された王立カナダ美術アカデミーの初代会長を1890年まで務めた。

## 略歴
現在のカナダのオンタリオ州にあったイギリスの植民地、アッパーカナダのShanty Bayに生まれた。父親はイギリス海軍の軍人で1830年に退役しカナダに移り、入植した人物である。トロントのアッパーカナダ・カレッジで学んだ後、建築家のオフィスで製図の仕事を始めた。1852年にオンタリオの絵画展で2度入賞し、1856年にはオンタリオ市に画家として職業登録されていた。
1872年に風景画を描くようになり、高い評価を得るようになった。画家のジョン・アーサー・フレーザー(John Arthur Fraser: 1838–1898)が中心になって1872年に設立され、トロント市長のハウランド(William Holmes Howland: 1844–1893)を名誉会長にして運営されていたオンタリオ美術協会(Ontario Society of Artists)で金銭的不祥事でフレージャーが副会長を辞任すると、1874年に協会の副会長を継ぎ、1880年に王立カナダ美術アカデミー(Royal Canadian Academy of Arts)が設立され、オブライエンが初代会長に任じられるまで、その仕事を続けた。
風景画を描くのを専門とし、ケベック州のサグネ・ラック・サン・ジャン地域で描かれた「サグネの夜明け」（1880年）に代表されるカナダ各地の風景画を描いた。「サグネの夜明け」は王立カナダ美術アカデミーに提出された最初の「ディプロマ・ワーク（資格取得作品）」となった。1880年に画文集「Picturesque Canada」の編集をはじめ、カナダ各地を旅し、地方の画家たちに挿絵の木版画の原画制作を依頼し、「Picturesque Canada」は1882年から1884年にかけて出版された。

## 作品

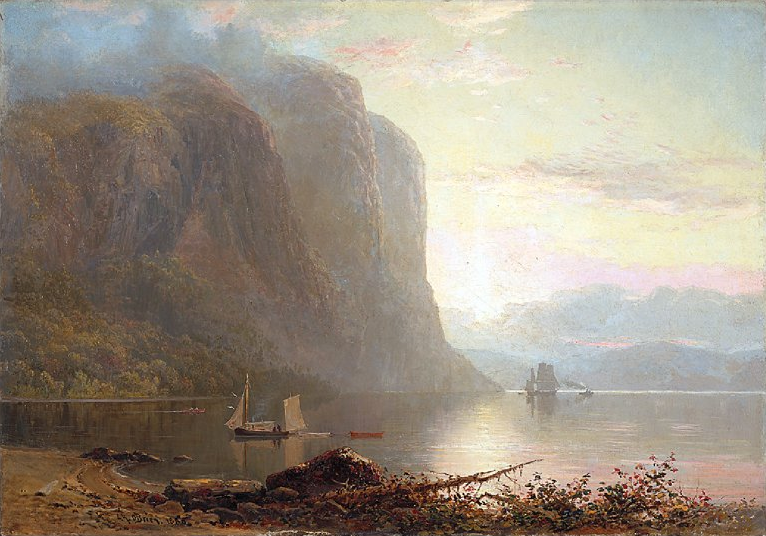
「サグネの夜明け(Sunrise on the Saguenay, Cape Trinity)」 カナダ国立美術館蔵
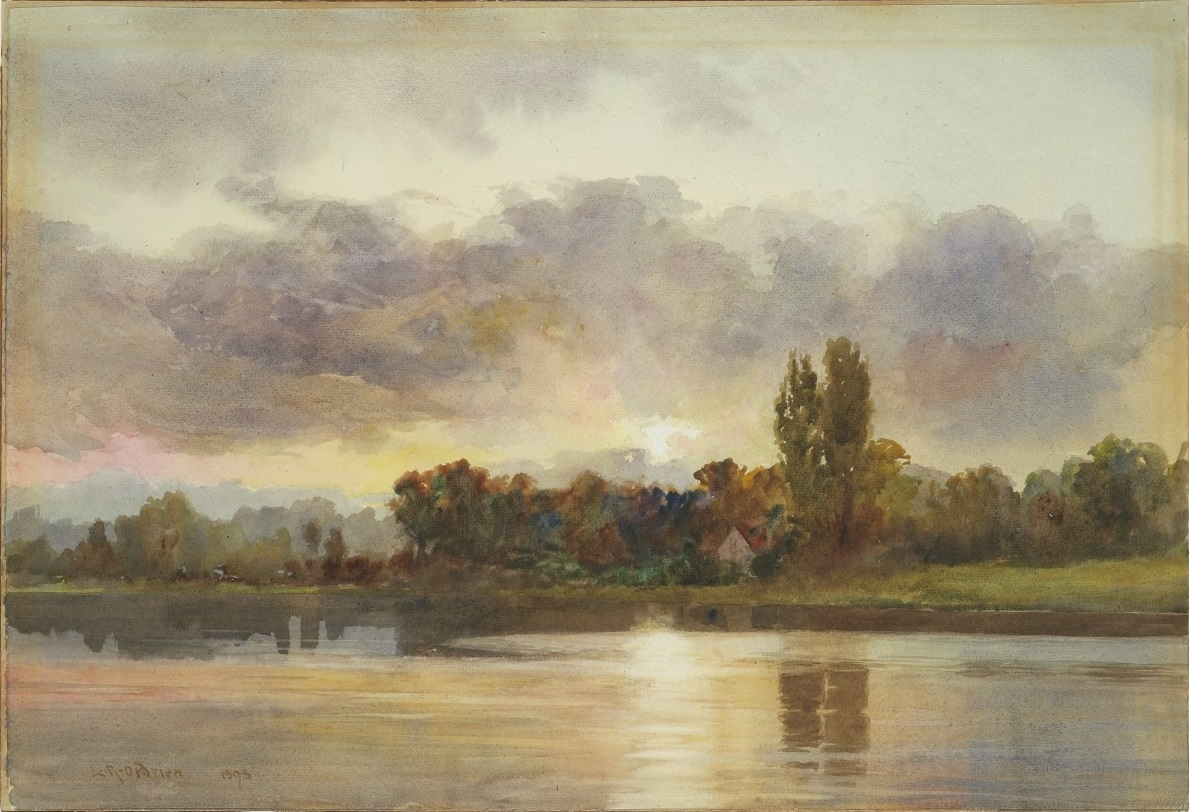
風景画 カナダ国立美術館蔵
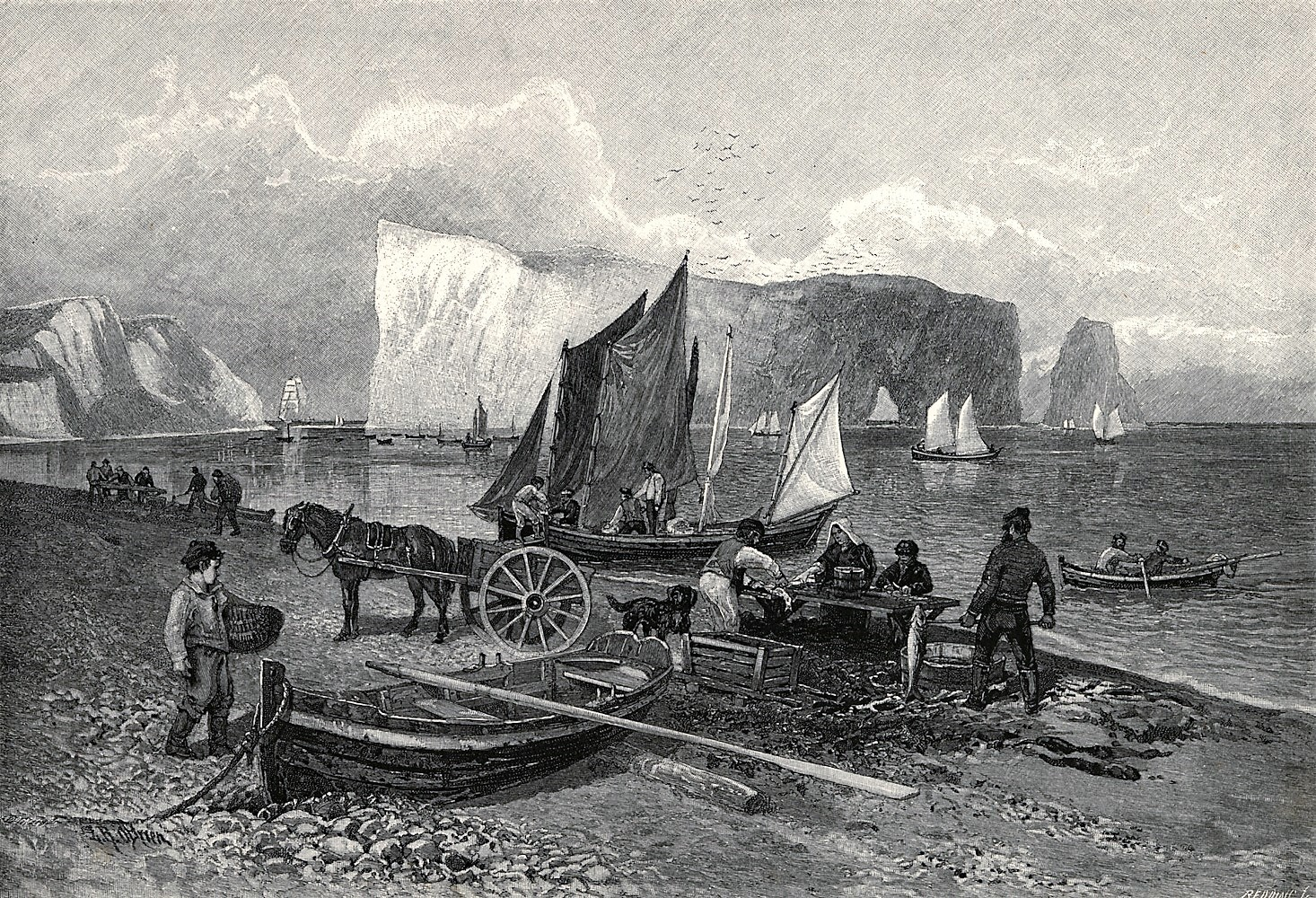
ケベックの風景（版画）